# Площадь Конституции (Малага)
Площадь Конституции в Малаге (исп. Plaza de la Constitución) — главная площадь в историческом центре столицы андалусской провинции. Центральная площадь Малаги ещё со времён Насридов и некогда носившая название «Пласа-Майор» («Главная площадь»), была переименована в площадь Конституции в 1812 году. Впоследствии также носила другие названия: Свободы, Федеральной Республики, 14 Апреля и Хосе Антонио Примо де Риверы. Современное название было возвращено площади с восстановлением демократии в Испании. С 2003 года вместе с соседней улицей Маркиза Лариоса образует пешеходную зону.
На площади ежегодно проходит фестиваль Ферия де Агосто.